# Бјеловарски партизански одред
Бјеловарски народноослободилачки партизански (НОП) одред је био партизанска јединица у саставу Народноослободилачке војске и партизанских одреда Југославије током Другог светског рата у Хрватској.

## Историјат
Формиран је 25. септембра 1943. на Билогори, од ударних партизанских група Бјеловарског округа и чете Ивањчана. Био је у саставу 2. оперативне зоне Хрватске. Средином октобра имао је 3 батаљона са преко 500 бораца. Поред других акција, вршио је диверзије и постављао заседе на комуникацијама Бјеловар—Крижевци и Крижевци—Копривница. У саставу Одреда формиран је у децембру 1943. Ударни батаљон који је 12. децембра 1943. ушао у састав новоформиране бригаде Матија Губец, а 19. јануара 1944. у састав 2. бригаде 33. дивизије ушао је његов 3. батаљон. Одред се истакао у борбама код Ђурђевца 31. децембра 1943. и код Висова 30. марта 1944. Средином марта 1944. Одреда је ушао у састав Источне групе НОП одреда 10. корпуса НОВЈ. Средином априла поновно је формиран 3. батаљон Одреда, после чега је Одред дејствовао у рејону Копривнице. Након успешних борби код Нарте и Великог Тројства, два батаљона Одреда упућена су у састав 32. дивизије, чиме је Одреда сведен на један батаљон (127 бораца). Почетком августа у његов састав улази новоформирани 2. српски батаљон. Одред је расформиран 25. септембра 1944, кад је његов 1. батаљон ушао у састав 32. дивизије, а 2. српски батаљон у бригаду Никола Демоња (3. бригада 33. дивизије).